# École polonaise de mathématiques
 (mars 2023).

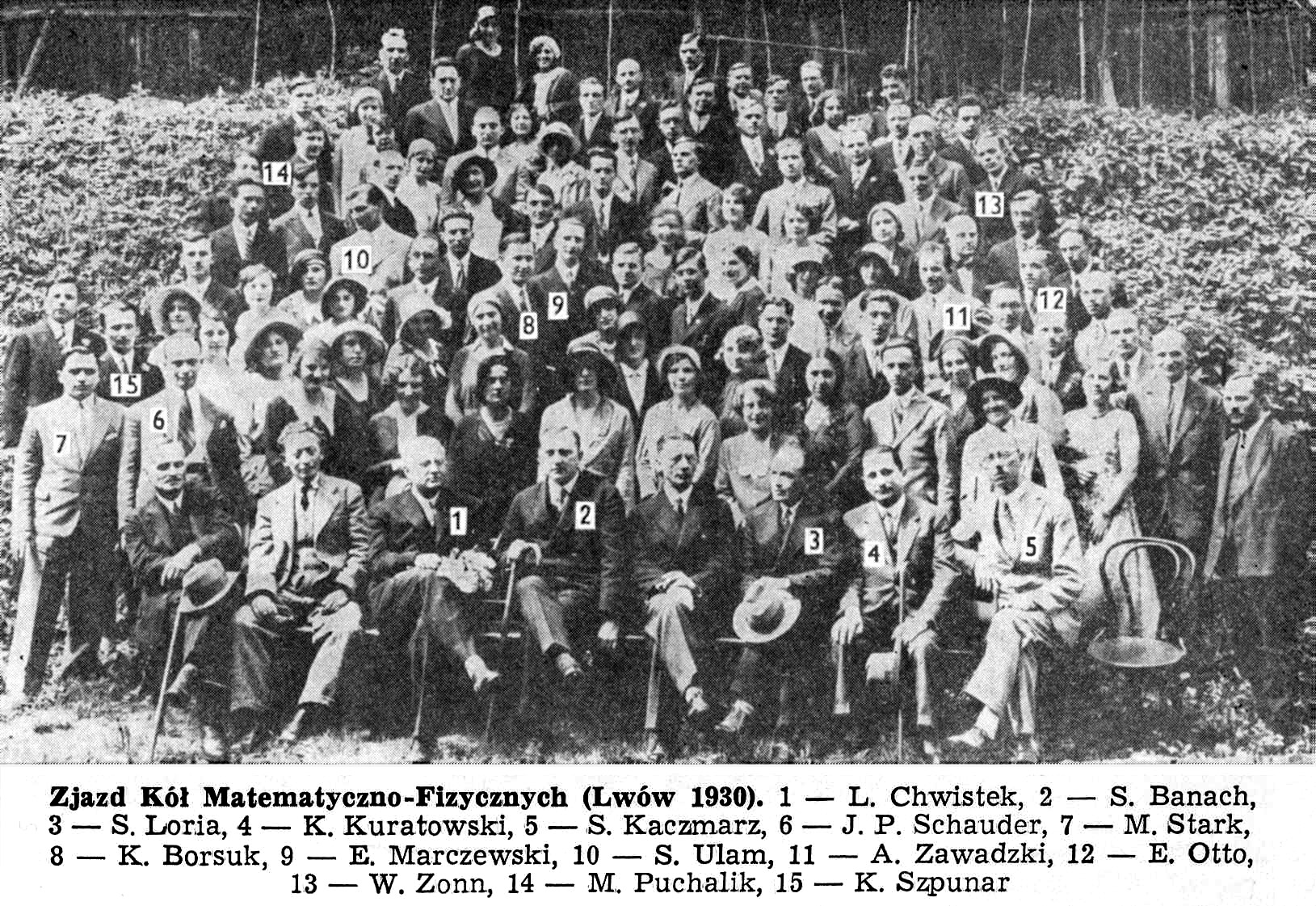
Mathématiciens polonais en 1930

L’École polonaise de mathématiques désigne la communauté de mathématiciens qui a fleuri en Pologne au XXe siècle, plus particulièrement entre les deux guerres.

## Composition
L'École polonaise de mathématiques comprenait :
- l'École mathématique de Cracovie ;
- l'École mathématique de Lwów  ;
- l'École mathématique de Varsovie.

## Nomenclature
Les mathématiciens polonais ont laissé leur nom à la notation polonaise et aux espaces polonais.